# 顶囊肋毛蕨
顶囊肋毛蕨（学名：Ctenitis apiciflora）为叉蕨科肋毛蕨属下的一个种。

## 扩展阅读
- 維基物種上的相關：顶囊肋毛蕨